# Institut Galilée
Pour les articles homonymes, voir Galilée.
L’Institut Galilée est une composante en sciences exactes de l’Université Sorbonne Paris Nord. Son école d'ingénieurs, Sup Galilée, est l'une des 204 écoles d'ingénieurs françaises accréditées au 1er septembre 2020 à délivrer un diplôme d'ingénieur.

## Présentation
L'Institut Galilée regroupe des formations en licence et master, l'école d’ingénieurs Sup Galilée et sept laboratoires de recherche. Cette structure originale permet d’accroître la synergie nécessaire entre recherche, formations généralistes et formations professionnelles et technologiques, permettant ainsi d’offrir aux étudiants les meilleurs cursus.
Les laboratoires de l’Institut Galilée mènent des travaux de recherche innovants et de haut niveau dans un large spectre de champs scientifiques allant des mathématiques à la chimie, en passant par l’informatique, la physique, les sciences pour l’ingénieur, les matériaux et biomatériaux.
La quasi-totalité de ces laboratoires est associée aux grands organismes de recherche (CNRS et INSERM. Ils bénéficient d’un fort rayonnement aux niveaux national et international, comme l’attestent les résultats des dernières évaluations nationales et leurs participations à six LABEX et un EQUIPEX soutenus par le programme des investissements d’avenir.
L'Institut occupe 30.000 m2 de locaux, dont 5.200 m2  sont occupés par Sup'Galilée.

## Historique
L’institut Galilée a été créé en 1991 comme institut interne à l’université Paris 13 par la réunion de l’ancienne unité de formation et de recherche « Centre scientifique et polytechnique » et de deux formations d’ingénieurs (matériaux et télécommunications) existant depuis 1976. 
Les filières de formation d’ingénieurs ont été créées dans l'ordre suivant :
- Télécommunications et réseaux, en 1986
- Mathématiques appliquées et calcul scientifique, en 1993
- Informatique, en 1999
- Energétique en 2008 (elle remplace Matériaux, créée en 1971)[4].
- Instrumentation, en 2019

Le cursus préparatoire intégré à Sup Galilée (bac+1 et bac+2) fonctionne depuis 2008.

## Formation

### Formation générale
Une offre de formation de Bac +1 à Bac+5 complète, représentant une dizaine de domaines d’enseignement :
4 mentions de Licence :
- Informatique
- Mathématiques

dont un parcours double licence mathématiques et informatique
- Physique, Chimie
- Sciences pour l’Ingénieur

7 mentions de Master :
- Sciences et Génie des Matériaux (SGM)
- Physique Fondamentale et Applications (PAF)
- Informatique
- Génie des Procédés et des Bio-Procédés (GP)
- Mathématiques
- Ingénierie et Innovation en Images et Réseaux (3IR)
- Enseignement des Mathématiques (Master MEEF, préparation au CAPES/CAFEP)

CP2I est le Cursus Préparatoire Ingénieur Intégré en 2 ans qui permet d’intégrer l’école d’ingénieurs Sup Galilée
Une école d'ingénieurs Sup Galilée comprenant:
5 spécialités d’Ingénieurs sous statut étudiant :
- Énergétique
- Informatique
- Instrumentation (ouverture en 2019)
- Mathématiques appliquées et Calcul Scientifique
- Télécommunications et Réseaux

2 spécialités d’ingénieurs sous statut apprentissage (alternance entreprise-école) en partenariat avec le CFA SUP 2000 :
- Énergétique
- Informatique

### Sup Galilée
Sup Galilée est l'une des 204 écoles d'ingénieurs françaises accréditées au 1er septembre 2018 à délivrer un diplôme d'ingénieur.
Les étudiants sont admis en première année après le concours Geipi Polytech pour les élèves de terminale S (ou ayant eu leur bac S l'année précédente).
Les deux premières années peuvent se dérouler dans un « cycle préparatoire intégré » accessible après le concours GEIPI.
Sup Galilée propose une formation d’ingénieurs dans 5 spécialités :
| Intitulé de la spécialité du diplôme d'ingénieur | Type                                                    | Accréditation et label |
| ------------------------------------------------ | ------------------------------------------------------- | ---------------------- |
| Mathématiques appliquées                         | Formation initiale sous statut d'étudiant               | Maximale Label EUR-ACE |
| Télécommunications et réseaux                    | Formation initiale sous statut d'étudiant               | Maximale Label EUR-ACE |
| Energétique                                      | Formation initiale sous statut d'étudiant ou d'apprenti | Maximale Label EUR-ACE |
| Informatique                                     | Formation initiale sous statut d'étudiant ou d'apprenti | Maximale Label EUR-ACE |
| Instrumentation                                  | Formation initiale sous statut d'étudiant               |                        |

## Recherche
7 laboratoires de recherche sont rattachés à l’Institut Galilée : 
| Laboratoire                                                                                | Acronyme |
| ------------------------------------------------------------------------------------------ | -------- |
| Analyse, Géométrie & Applications (CNRS-UMR 7539)                                          | LAGA     |
| Physique des Lasers (CNRS – UMR7538)                                                       | LPL      |
| Chimie, Structure et Propriétés de Biomatériaux et d’Agents Thérapeutiques (CNRS-UMR 7244) | CSPBAT   |
| Recherche Vasculaire Translationnelle (INSERM U1148)                                       | LVTS     |
| Informatique de Paris Nord (CNRS-UMR 7030)                                                 | LIPN     |
| Traitement et Transport de l’Information (EA3043)                                          | L2TI     |
| Des Sciences des Procédés et des Matériaux (CNRS-UPR3407)                                  | LSPM     |

## Classement
L'Institut Galilée figure tous les ans au classement Eduniversal pour ses formations en master. 
La formation de son Ecole d'Ingénieur intégrée figure dans différents classement des meilleures écoles d'ingénieurs :
| Nom            | 2019 (Rang) | 2020 (Rang) |
| -------------- | ----------- | ----------- |
| L’Étudiant     |             | 107         |
| Usine Nouvelle | 73          | 61          |
| Daur Rankings  | 80          |             |

## Pour approfondir